# Cohen's Advertising Scheme
Cohen's Advertising Scheme je americký němý film z roku 1904. Režisérem je Edwin S. Porter (1870–1941). Film trvá zhruba jednu minutu.

## Děj
Cohen, groteskně vymyšlený židovský majitel obchodu, nabídne kolemjdoucímu kabát, na jehož zadní straně je nápis propagující jeho obchod.